# Gymnocladus
Gymnocladus es un género de plantas fanerógamas perteneciente a la familia Fabaceae. Comprende 11 especies descritas y de estas, solo 5 aceptadas.

## Taxonomía
El género fue descrito por Jean-Baptiste Lamarck y publicado en Encyclopédie Méthodique, Botanique 1(2): 733. 1785
Etimología
Gymnocladus: nombre genérico que deriva de las palabras griegas: γυμνὀς, gymnos = "desnuda" + κλάδος y klados = "rama")

## Especies aceptadas
A continuación se brinda un listado de las especies del género Gymnocladus aceptadas hasta febrero de 2015, ordenadas alfabéticamente. Para cada una se indica el nombre binomial seguido del autor, abreviado según las convenciones y usos.	
- Gymnocladus angustifolius (Gagnep.) J.E.Vidal
- Gymnocladus assamicus
- Gymnocladus burmanicus
- Gymnocladus chinensis
- Gymnocladus dioicus